# 双十協定
双十協定（そうじゅうきょうてい）とは、日中戦争の戦闘終結後、中華民国国民政府（中国国民党政権）と中国共産党とが締結した協定。両党が分裂している局面を終結させ、戦後中国に統一した政権を樹立させることを目的に発表した会談の要旨で、民国34年（1945年）10月10日に調印されたことから双十協定と呼ばれる。正式名称は政府と中共代表の会談紀要（政府與中共代表會談紀要）。

## 背景
日中戦争終戦後、中国の平和的発展を脅かす外的要因が減少しつつあったことに伴い、抗日という同一目標に向け共同作戦（第二次国共合作）を採用したことで戦争中には表面化していなかった、中国国民党と中国共産党との間の政治矛盾が浮上してきた。日中戦争によって、多大なる犠牲者を出した中華民国であったが、結局は西安事件の際にヨシフ・スターリンや中国共産党主席毛沢東の意図した通りに日本軍との戦いで損耗し切った状態であり、毛沢東主席率いる共産党軍は日本軍と国民党軍の相打ちを実現させた事で戦力の温存を図っていた。東北、華北、中原の各地区では、国共両党の軍隊が都市統治権と戦略物資の接収をめぐって争いが展開され、ソ連は東北地区にあった元日本軍の兵器と戦略物資を獲得しており、これが林彪が率いる東北民主連軍に流れていた。一方、日本敗戦とともにアメリカは、抗日戦末期に弱体化が著しかった国民党軍に大量の援助を行い、これによって新たに39個師団に武装・訓練をほどこし、アメリカ船をもって在中国日本人の本国送還を急ぎ、空路・海路から約40万の国民党軍兵士とアメリカ海兵隊5万人を華北に派遣・上陸させて北平、天津など重要都市を占領、かつ国民党軍にかわってアメリカ軍みずから華北の炭坑、鉄道などを接収した。こうしたアメリカ軍による北上作戦援助は、公式には日本軍勢力一掃による中国の急速な主権回復のためと理由づけられていたが、アメリカの目的はそれだけではなく、華北の主要都市および輸送・産業上の戦略拠点が共産党軍の手に落ちないよう先手を打ち、さらに国民党の東北支配の足場をいちはやく固めることにあった。このように国民政府はアメリカから軍事援助を受け、アメリカ海空軍によって国民革命軍が華北、東北地方に展開され、両党は一部の地区で散発的な衝突を繰り返していた。
アメリカは、戦後の東アジアの政治地図として、日本が再び台頭してくるのを抑えるためにも、内戦と戦争が続いた中国をなんらかの形で大国として安定化させ、それによって東アジアが勢力均衡になることを期待していた。本国政府や中国駐留アメリカ軍の間で、多少の意見の相違はあったものの、「国民党のリーダーシップのもとに中国の統一を図る」、「国民党をできるだけ支援するが、共産党との対立が内戦に発展することは極力回避する」、「アメリカが中国の内戦に地上軍を派遣したりすることはしない」とする点では大筋大体一致していた。中国駐留のアメリカ軍総司令官・アルバート・ウェデマイヤー中将の次の会見談話は、なぜアメリカ軍が中国に駐留し続けるのか、中国の内戦にどういう関与をするのか、という連合国の記者の質問に答えたものであるが、アメリカの大体の姿勢が窺える。「米軍は中国における内戦に捲き込まれないだろう。しかし米陸軍省からの指令で、米国人の生命財産を保護するために軍隊を使用する必要があり、余の麾下司令官にはその旨指令してある。米軍が中国の内戦に参加し中共軍に対し攻撃を加えているといった向きもあるようだが、これまで米軍がかかる侵略的行為に出たことはないことを断言する。余はこれまで個人的に国共が妥協するよう極力努めてきたし、部下にも中国の政争や陰謀画策に参加しないよう命令していた。」。
民国34年（1945年）8月、蔣介石主席は国民政府の呉鼎昌の提案を受け入れ、毛沢東に対して重慶で国内の和平問題について討議すべく三度にわたって会談を呼びかけた。
この呼びかけに応じた毛沢東と周恩来、王若飛は8月28日、アメリカのパトリック・ハーレー大使と共に延安から重慶を訪れ、中国共産党の代表として中国国民党の代表である蔣介石、王世杰、張治中、邵力子と会談を行った。

## 協議内容

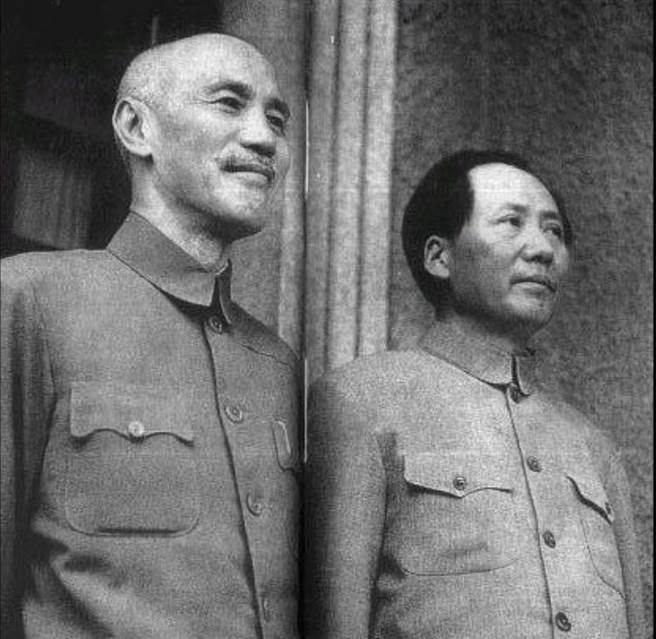
重慶で会談する蔣介石（左）と毛沢東（右）

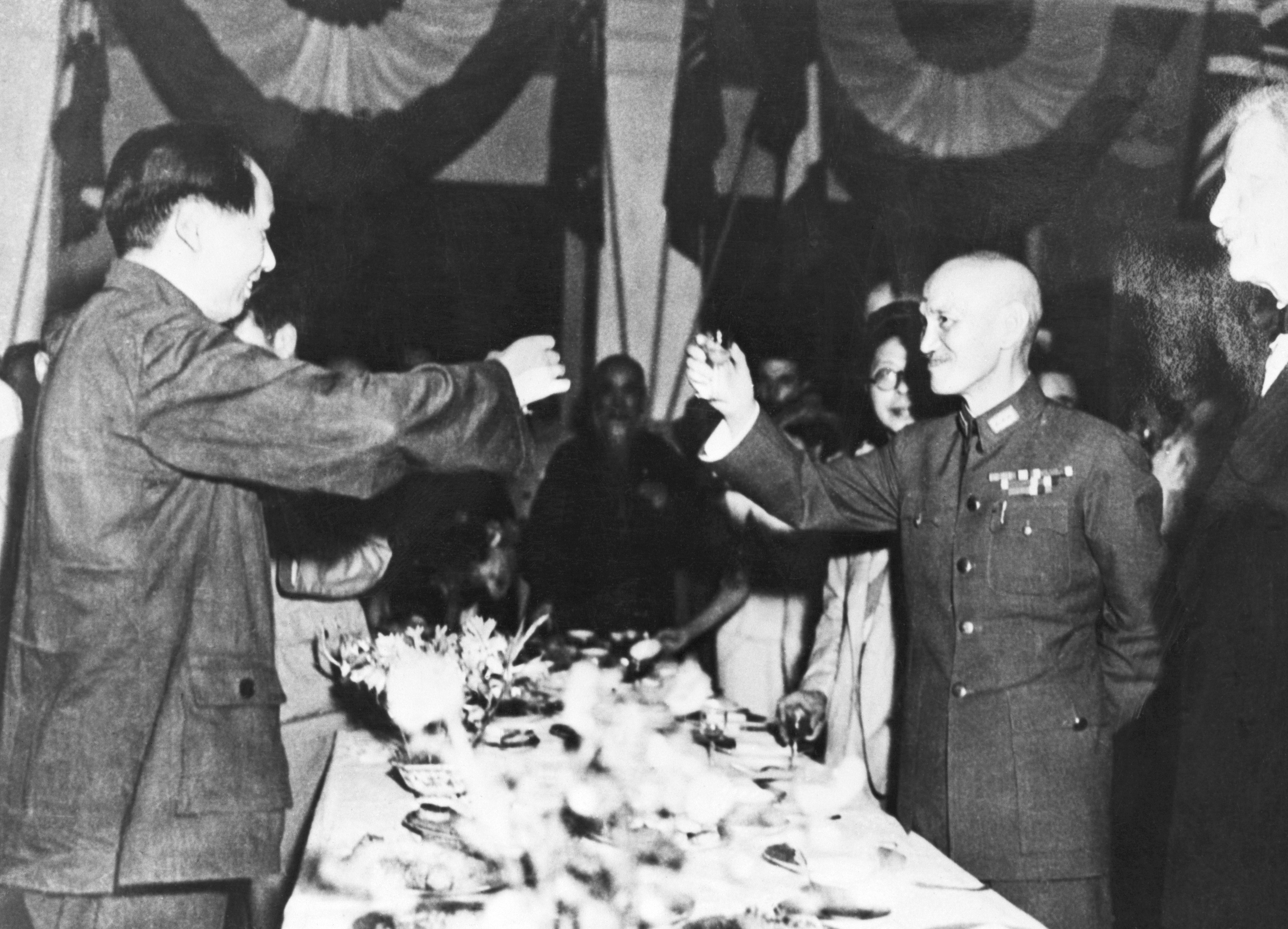
重慶会談で祝杯をあげる蔣介石（右）と毛沢東（左）

会談開催前、両党は協議期間中の停戦を発表していたが、実際には協議における優位性をより確保するために、共産党の軍隊は戦略的要地の奪い合いを繰り返し、協議期間中も戦火がやむことは無かった。
協議を通して共産党は抗日拠点の独立主権を主張し続けたが、海南島、浙江省、河南省一帯に分布する13ヶ所の拠点を国民党に提供することに同意した。また、これらの拠点については、国民政府の接収後に両党のイデオロギーを結合させた「新民主主義」の構想を掲げることで、両党の観念形態の対立を和らげようとした。一方国民党も、民国26年（1937年）の日中戦争勃発前に既に共産党が保有していた延安の革命根拠地の保持を変えなかったが、その他の地区は取り戻すことを主張した。さらに、共産党の軍隊を国民政府の指導下にある国民革命軍に組み入れて統一的に指揮することを要求した。共産党は、国民党だけがコントロールしている政府に軍隊を渡すことを拒絶したが、人員の削減はできるとし、真に民主的な政府を成立させた後に、軍を渡すことを求めた。
43日間にわたる協議を経て、双方は10月10日に「政府と中共代表の会談紀要」に署名した。その日付から「双十協定」と呼ばれている。
主な内容は、
- 平和的な建国の基本方針を承認し、一切の紛争は対話によって解決することに同意する。
- 長期に渡って協力し、あくまで内戦を避け、独立し自由で富強な新しい中国を建設し、徹底的な三民主義を実行する。
- 訓政体制を速やかに終わらせ、憲政を実施する。
- 速やかに政治協商会議（中国語版）を開き、国民大会やその他の問題の協議を行った後に新憲法を新たに制定する。
- 中国共産党は蔣介石主席と南京国民政府が中国の合法的な指導者の地位にあることを承認し、南京国民政府は中国共産党が合法的な政党であることを承認する。

## 結果

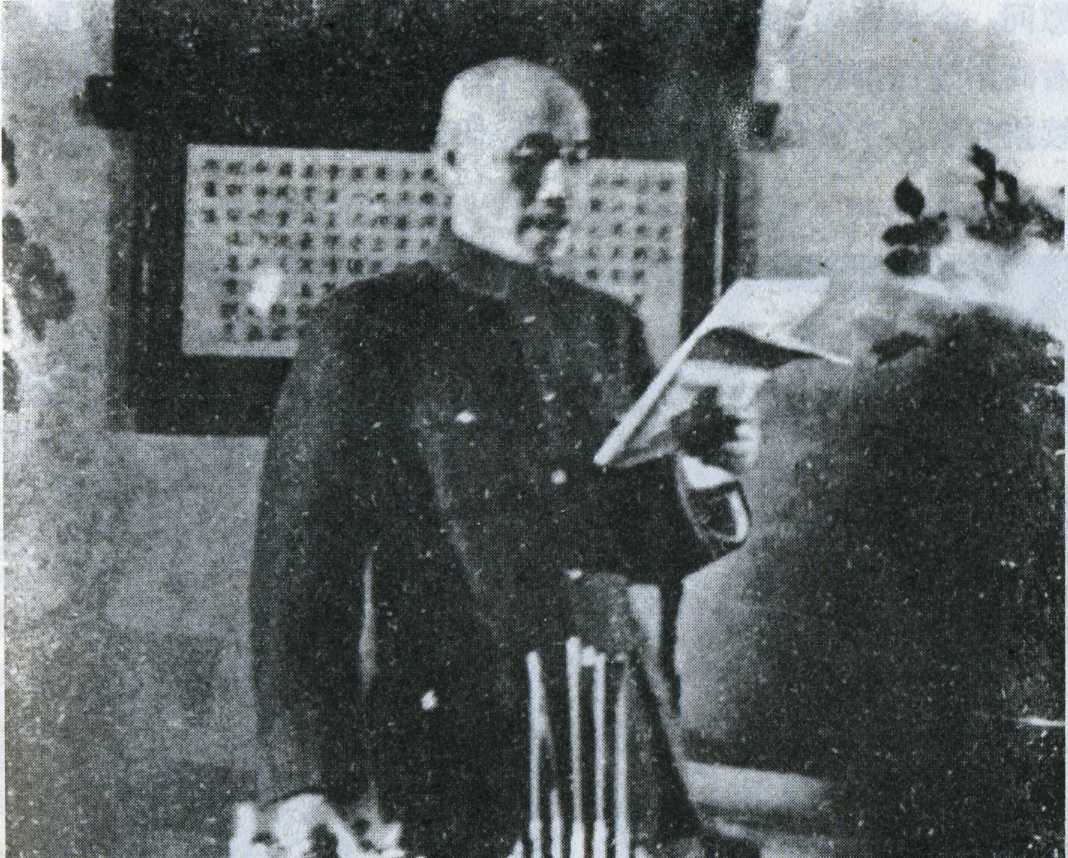
政治協商会議での蔣介石

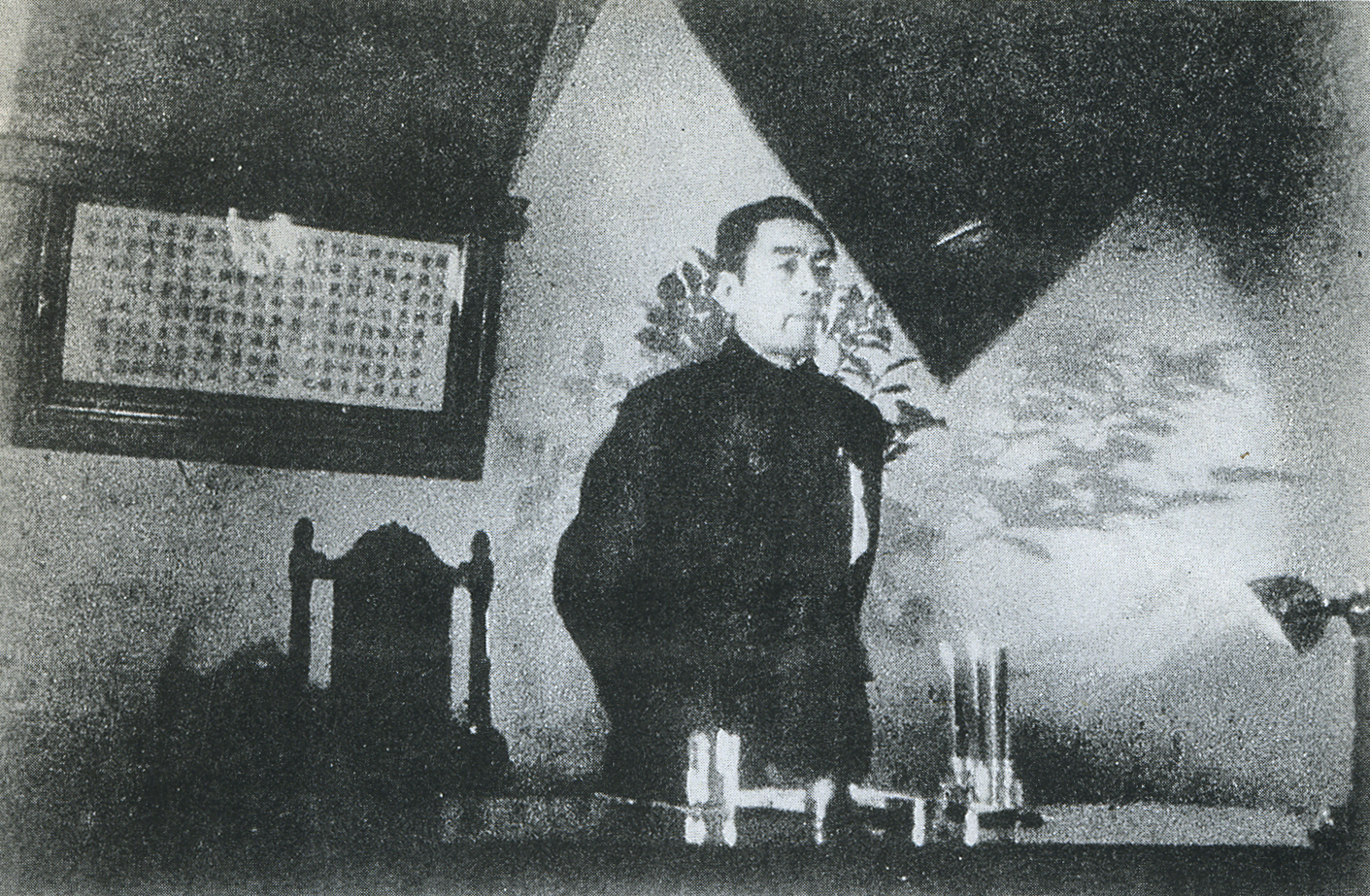
政治協商会議での周恩来

1946年1月10日、協定に基づき、政治協商会議（後身の中国人民政治協商会議と区別して旧政協と呼ばれる）が重慶で開催された。各党派の代表構成は、国民党が8、共産党が7、その他の政党・無党派が23であった。この会議では憲法改正案・政府組織案・国民大会案・平和建国綱領などが採択され、国民政府委員会（政府最高機関）の委員の半数が国民党以外に割りあてられるなど、国民党は共産党を初めとする諸党派に対して一定の譲歩を示した。同時に国民党代表の張群、共産党代表の周恩来、アメリカ代表のジョージ・マーシャルによる軍事調処執行部（三人委員会）が成立し、「国共停戦協定」も調印された。しかし、3月の党大会において、国民党は共産党が提唱する「民主連合政府」の拒否と国民党の指導権の強化を決議した。6月には蔣介石は中国共産党への攻撃を命じ、第二次国共内戦が勃発した。
1949年1月、蔣介石が国共内戦での劣勢の責任をとって総統を辞任すると、副総統だった李宗仁が総統代理に就任し、同年4月1日に共産党との和平交渉団を中華民国の首都・南京から共産党支配下の北平（北京）に派遣して北平和談を行い、交渉団が最終案である国内和平協定を持ち帰ってきた。しかし、20日に国民党は調印を拒否する電報を共産党に打って交渉は決裂し、3日後の23日には渡江戦役で首都・南京も共産党に占領された。
1949年10月には南京を首都としていた中華民国に代わり、北京を首都とする中華人民共和国が建国された。一方の蔣介石は同年12月に成都から飛び立ち、台湾省台北市に遷都（臨時首都）して総統に復帰することとなった。内戦中、国民革命軍に編入されていた八路軍や新四軍などの共産党の軍隊は中国人民解放軍として発展的解消し、国民革命軍も中華民国軍に改称され、現在も続く二つの中国問題として中華人民共和国と中華民国は、その後訪れた冷戦時代をそれぞれ東側陣営と西側陣営として過ごす事になり、事実上の国境線となった台湾海峡を隔てて、21世紀現在も分断国家として睨み合いを続けている。
ただし、蔣介石は自身の最大の援助国アメリカの内戦回避の意向を無視して内戦を起こしたことでアメリカからは援助を打ち切られ、さらにアメリカも中国から撤退し、当時のハリー・S・トルーマン米大統領は台湾に敗走した蔣介石を見捨て台湾海峡不介入声明を出すにまで至り、蔣介石自身にも責任はある。